# Francesco Toraldo

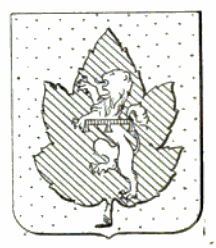
Stemma Toraldo

Francesco Toraldo (Napoli, 1585 – Napoli, 21 ottobre 1647) è stato un militare italiano.

## Biografia
Era figlio di Vincenzo, patrizio di Tropea, e di Diana Filomarino. La famiglia paterna era nobile, originaria di Sessa; un ramo, dal quale discendeva Francesco, emigrò in Calabria, ove ebbe dei feudi. 
Francesco intraprese la carriera militare; nel 1628, nelle Fiandre, fu maestro di campo dell'esercito spagnolo, e col fratello Gaspare partecipò alla Battaglia di Nördlingen (1634). Nel 1637 penetrò a Breda assediata dall'Orange.
Nel 1640 tornò a Napoli. Ebbe dal re di Spagna Filippo IV il titolo di principe di Massa; nel 1645 fu nominato consigliere collaterale del regno di Napoli, ed il 20 maggio 1646 ricevette  il titolo spagnolo di duca, con grandezza di Spagna, sulla signoria di Palata (“supra terram Palatae”), già della sua famiglia.  Nell'aprile 1647 sposò donna Alvina Frezza, vedova di Alessandro Pallavicino duca di Castro, da lui molto amata.
Nel luglio 1647, dopo la rivolta di Masaniello e la sua morte, il popolo si rivolse a lui per una mediazione, che riuscì a riportare la calma a Napoli.  Ma dopo un tentativo di far passare l'Annese dalla parte degli spagnoli, ed un fallito attentato contro gli spagnoli di cui egli era stato informato, fu accusato di tramare contro il popolo.  Catturato nella strada della Pietra del pesce, il principe proclamò la propria fedeltà al Re.  Fu decapitato in piazza del Mercato; la sua testa fu infilata su un palo ed il corpo nudo fu trascinato nella città.